# Большое Чуфарово
 Большое Чуфарово  — село в Ромодановском районе Мордовии в составе Кочуновского сельского поселения. 

## География
Находится на расстоянии примерно 8 километров по прямой на восток от районного центра поселка Ромоданово.

## История
Село было основано во второй половине XVII века на землях, пожалованных служилым дворянам Чуфаровым. Учтено было в 1869 году как владельческое село Саранского уезда из 98 дворов. 

## Население
Постоянное население составляло 62 человека (русские 82%) в 2002 году, 43 в 2010 году .